# 伊斯雷尔·爱泼斯坦
伊斯雷尔·爱泼斯坦（波蘭語：Israel Epstein，1915年4月20日—2005年5月26日），汉名艾培，中国籍猶太裔波蘭人，记者、作家。爱泼斯坦拥有中华人民共和国国籍，是为数不多的几名加入了中国共产党的外国裔人士，信仰马克思列宁主义。被中国共产党评价为“中国共产党的优秀党员、杰出的国际主义战士”。

## 生平
爱泼斯坦出生于华沙的一个犹太人家庭，当时波兰正在俄罗斯帝国的控制范围内。他的父亲曾因领导劳动者起义而被俄罗斯帝国的当权者关押，母亲则被放逐到了西伯利亚。爱泼斯坦的父亲在第一次世界大战爆发后被他所在的公司派往日本；当德军逼近华沙时，爱泼斯坦和他的母亲逃亡到亚洲投奔了他的父亲。在历经了一些地区的反犹歧视后，他的家庭最终于1917年迁往中国，并于1920年定居在了天津，曾就读于天津英租界内天津英国文法学校。
爱泼斯坦于15岁（1931年）开始从事新闻工作，其时他在一家设立于天津的英文《京津泰晤士报》报社担任新闻工作。他亦在抗日战争中与美国合众社和一些西方新闻社参与了掩护中国平民的行动。在1938年的秋季（一说是1939年），他在香港参加了孙中山遗孀宋庆龄发起组织的保卫中国同盟，为中国的抗日战争进行宣传并募集国际援助。1941年，他制造了自己死亡的假新闻以欺骗试图逮捕他的日本政府，这则假新闻甚至被以短消息形式印刷到了《纽约时报》上。但是他仍然在香港被抓入集中营。1942年3月18日，他在后来成为其妻子的邱茉莉（Elsie Fairfax-Cholmeley）的帮助下越狱成功。
在校订作家埃德加·斯诺的一本书的过程中，爱泼斯坦和斯诺得以相互认识。斯诺在出版前给爱泼斯坦看了他后来的经典之作——《西行漫记》。
1944年，爱泼斯坦第一次访问了英国，然后与邱茉莉在美国居住了5年。在这段时间内，他担任了《联合劳动新闻》（Allied Labor News）的总编辑并于1949年出版了《中国尚未结束的革命》（The Unfinished Revolution in China）一书。邱茉莉亦是一本在中华人民共和国出版的被广泛使用的汉英辞典的贡献者，在许多年后，逐渐被中国和世界各地学习汉语的一代学生所知。
1951年，爱泼斯坦应宋庆龄之邀，回到中国参与杂志《中国建设》（后改名为《今日中国》）的创刊工作，他在70岁以前都是《今日中国》的总编辑，70岁退休后成为杂志的名誉总编辑。在担任《今日中国》编辑的时期中，他于1957年加入了中国国籍并于1964年加入了中国共产党。
在“文化大革命”中，爱泼斯坦曾被非法监禁达5年之久，但是至死他都保持着对共产主义理想的忠诚追随。爱泼斯坦曾于1983年被选举为中国人民政治协商会议全国委员会常务委员。
在他的一生中，爱泼斯坦曾先后被周恩来、毛泽东、邓小平、江泽民和胡锦涛所高度赞扬。
2005年5月26日11时，爱泼斯坦因病在北京逝世，享年90岁。6月3日，爱泼斯坦被葬于北京石景山区的八宝山革命公墓。包括時任中共中央政治局常委胡锦涛、温家宝、贾庆林、李长春在内的许多党和国家领导人出席了他的追悼会仪式。在仪式结束后，他的遗体被火化。

## 作品
- 《人民战争》1939年
- 《毛澤東印象》1949年1月
- 《见证中国：爱泼斯坦回忆录》（沈苏儒等译）北京：新世界出版社（2004年），415页，ISBN 780187241X
- 《历史不应忘记》（沈苏儒，贾宗谊等译）北京：五洲传播出版社（2005年），230页，ISBN 7508506936
- 《见证中国：一个中国籍犹太人的诉说》，2005年

### 首先以英文出版的作品
- 《中国尚未结束的革命》，力图布朗公司（Little, Brown and Company）（1947年），精装442页

### 首先以中文出版，后翻译成英文的作品
- 《从鸦片战争到解放》，北京：新世界出版社（1956年），精装146页
- 《西藏的转变》，北京：新世界出版社（1983年），平装563页，ISBN 0835110877
- 《宋庆龄：二十世纪的伟大女性》，新世界出版社（北京，1993年），精装本，ISBN 7800051617